# Harold Vokes
Harold Ernest Vokes (1908-1998) est un malacologiste et paléontologue américain, mari d'Emily H. Vokes (née en 1930), également malacologiste et paléontologue.
Il fut président de la Société de Paléontologie en 1951.

## Publications

### 1945
- (en) Vokes H.E., 1945. Supraspecific groups of the pelecypod family Corbulidae. Bulletin of the AMNH, v. 86, article 1.

### 1956
- (en) Vokes H.E., 1956. Notes on the Nucinellidae (Pelecypoda) with description of a new species from the Eocene of Oregon. Journal of Paleontology.
- (en) Vokes H.E., 1956. Some Pelecypod Illustrations of the Effect of the Copenhagen Decision Defining the Limits of Generic Homonymy. Journal of Paleontology.
- (en) Vokes H.E., 1956. Notes on, and rectifications of, pelecypod nomenclature. Journal of Paleontology.